# Krystyna Spiegel
Krystyna Spiegel z Strażyców, I. voto Zaimka (ur. 11 kwietnia 1932 w Karczmiskach, zm. 28 grudnia 2020 w Warszawie) – polska historyczka sztuki, muzeolożka.

## Życiorys
Uczyła się w szkole powszechnej w Warszawie. Okres okupacji spędziła u ciotki w Wąchocku, ponieważ matka, Krystyna Radyszkiewicz – działaczka społeczna i oświatowa – została zabrana do KL Ravensbrück, gdzie przebywała do 1945. W 1945 Krystyna Spiegiel ukończyła szkołę podstawową w Wąchocku. W Zabrzu skończyła liceum ogólnokształcące i zdała maturę.
Ziemiańskie pochodzenie rodziców uniemożliwiło jej studia na Wydziale Dziennikarstwa oraz Wydziale Historii Sztuki UW. Wraz z matką przeniosła się do Gdyni. Przez rok uczęszczała na zajęcia w Państwowej Wyższej Szkole Sztuk Plastycznych w Sopocie jako wolna słuchaczka. W 1950 rozpoczęła studia z historii sztuki na Uniwersytecie im. Adama Mickiewicza w Poznaniu. W 1955 uzyskała absolutorium.
W latach 1956–1957 pracowała w Salonie w PP Dzieła Sztuki i Antyki „Desa” w Gdyni jako rzeczoznawczyni. W 1957 wróciła do Warszawy. Rozpoczęła studia na kierunku reżyseria teatralna w Państwowej Wyższej Szkole Teatralnej. Na zajęcia chodziła rok. W 1958 pracowała w administracji WAM w Warszawie, jednocześnie pisała pracę magisterską nt. „Scenografia Tadeusza Kantora w l. 1945–1963”. W 1963 uzyskała magisterium na Uniwersytecie Warszawskim.
Pracowała w Wydziale Kultury Prezydium Rady Narodowej m. st. Warszawy oraz w Muzeum Historycznym m. st. Warszawy. Następnie jako adiuntka współorganizowała Muzeum Teatralne przy Teatrze Wielkim.
W 1969, po przeprowadzce do Krakowa z drugim mężem – Jerzym Spieglem (Jerzy Got), zorganizowała Wydział Teatrologii przy Uniwersytecie Jagiellońskim (1969–1972). Pracowała jako reżyserka w Wytwórni Filmów Oświatowych w Łodzi. W 1979 współpracowała reżysersko przy filmie dokumentalnym Tarnów, azoty i..., zaś wcześniej przez 2 lata współpracowała jako realizatorka przy filmach dokumentalnych: O polskość śląskiej ziemi oraz Polifonia ze Starego Sącza. Łącznie 1976–1980 jako asystentka reżysera Zbigniewa Bochenka zrealizowała 12 filmów o sztuce i ochronie zabytków.
Jednocześnie od 1976 pracowała w Starym Teatrze im. Heleny Modrzejewskiej w Krakowie na stanowisku kierowniczki literackiej. Była pierwszą kuratorką Muzeum Starego Teatru, które stworzyła w 1976 według pomysłu prof. Jerzego Gota. Wystawę stałą otwarto w 1985. W tym też roku Krystyna Spiegel zakończyła pracę w teatrze. W tym czasie współtworzyła kilka publikacji. Równocześnie wykładała w Państwowej Wyższej Szkole Pedagogicznej w Krakowie w zakresie kulturoznawstwa (1972–1976) oraz w Państwowej Wyższej Szkole Teatralnej (1976–1983).
W 1986 wróciła do Warszawy. Była najpierw zastępczynią Wojewódzkiego Konserwatora Zabytków, a następnie p.o. Wojewódzkiego Konserwatora Zabytków.
W latach 1991–1996 była kuratorką w Muzeum Plakatu w Wilanowie Oddział Muzeum Narodowego w Warszawie. W tym czasie napisała „Muzeum ulicy” (1996), pierwszą tego typu publikację w historii instytucji, która pokazała ciągłość historii polskiego plakatu. Na publikację zilustrowaną ponad 300 kolorowymi reprodukcjami otrzymała grant finansowy z Ministerstwa Kultury i Sztuki.
Wstąpiła do wielu stowarzyszeń, np. Stowarzyszenia Historyków Sztuki (1969) i Stowarzyszenie Konserwatorów Zabytków (1989). Pełniła obowiązki dyrektorki warszawskiego Towarzystwa Opieki nad Zabytkami.

## Odznaczenia
- Złota Odznaka honorowa „Za Zasługi dla Warszawy” (1987)
- Srebrny Krzyż Zasługi (1988)
- Odznaka „Zasłużony Działacz Kultury” (1989)
- Odznaka „Za opiekę nad zabytkami” (1990)[2].